# Michael Corleone
Michael Corleone là nhân vật chính trong bộ ba phim Bố già - đạo diễn bởi Francis Ford Coppola và được thể hiện bởi Al Pacino – diễn viên từng hai lần được đề cử giải Oscar cho diễn viên phụ xuất sắc nhất trong phim Bố già và diễn viên xuất sắc nhất trong Bố già phần II.
Michael Corleone – diễn xuất bởi Al Pacino – được công nhận là hình tượng tội phạm có ảnh hưởng thứ 11 trong lịch sử điện ảnh bởi viện phim Mỹ, mặc dù nhiều nhà phê bình cho rằng Michael Corleone là một anh hùng đầy bi kịch.

## Xuất thân
Michael sinh vào năm 1920, là con thứ ba của trùm mafia Vito Corleone và có mẹ là Carmela Corleone. Ông có 2 anh trai là Santino "Sonny" Corleone, Frederico "Fredo" Corleone và một người em gái út là Constanzia "Connie" Corleone. Cố vấn của gia đình – consigliere Tom Hagen là anh nuôi không chính thống của Michael.

## Bố già
Không giống như 2 người anh của mình là Sonny và Fredo, Michael dửng dưng trước công việc của gia đình và mong muốn có một cuộc sống tân tiến (Mỹ hóa) và chân thật (chính bố già Vito cũng không muốn con trai út của mình tham gia đế chế tội phạm Corleone mà mong muốn y đi làm chính trị). Khi Mỹ chính thức tham chiến trong chiến tranh thế giới thứ hai vào năm 1941 (sau trận đánh bom ở Trân Châu Cảng), Michael đã nhập ngũ và chiến đấu ở Thái Bình Dương. Trong chiến đấu, Michael được thăng cấp Đại úy và được trao tặng ngôi sao bạc vì lòng dũng cảm. Vào năm 1944, chiến công anh hùng của Michael được đưa lên tạp chí Life. Michael được cho giải ngũ vào đầu năm 1945 do một vết thương nặng - tuy nhiên việc giải ngũ này là do sự vận động ngầm của Bố già. Sau đó Michael đăng ký nhập học trường đại học Dartmouth mà không xin ý kiến ai. Michael trở lại tư dinh của Vito để tham dự đám cưới của em gái là Connie và cũng đồng thời ra mắt người yêu ở đại học là Kay Adams.
Ngay trước Giáng sinh năm 1945, Bố già Vito Corleone bị bắn gục bởi tay chân của trùm buôn bán ma túy Virgil Sollozzo, đưa đẩy Michael vào thế giới tội phạm mà y không thích bấy lâu nay. Michael thể hiện lòng trung thành của mình đối với gia đình bằng cách chăm sóc cho bố tại bệnh viện và ngăn cản nỗ lực ám sát bố già lần thứ 2 của Virgil Sollozzo. Cảnh sát trưởng thành phố New York là Marc McCluskey (một tay cảnh sát bẩn, nhận tiền của tay người Thổ để bảo vệ cho các hoạt động phi pháp) đấm vỡ hàm của Michael sau khi bị y cáo buộc đã nhận tiền của Sollozzo để làm bảo kê. Michael một mực khẳng định rằng chừng nào Virgil Sollozzo còn sống thì mạng sống của Bố già vẫn còn gặp nguy hiểm, anh đề nghị giết Sollozzo và Closkey trong một cuộc gặp mặt. Sonny cũng như Tom Hagen khước từ ý định trên, cho rằng giết cảnh sát trưởng thành phố New York sẽ đụng chạm đến giới cầm quyền. Tuy nhiên, Michael đã thuyết phục gia đình thành công vì cho rằng Marc McCluskey đã là một tay cớm bẩn thông qua hành động bảo vệ cho Virgil Sollozzo, và gia đình Corleone có thể sử dụng báo chí - truyền thông để vạch trần vết ố này. Ở nhà hàng tại phố Bronx, Michael gặp gỡ Sollozzo và McCluskey để đàm phán kết thúc cuộc chiến tuy nhiên anh đã xin đi vệ sinh để lấy khẩu súng lục đã được gài sẵn bởi caporegime Peter "Fat" Clemenza. Trở lại bàn ăn, Michael kết liễu cả Sollozzo lẫn McCluskey, vứt súng và bỏ ra xe đã đợi sẵn.
Michael bỏ trốn sang Sicily dưới sự sắp đặt của gia đình và được Don Tommasino bảo hộ. Trong khoảng thời gian ở Sicily, Michael yêu một cô gái địa phương tên là Apollonia Vitelli. Một vài tháng sau, Michael hay tin dữ từ Mỹ rằng Sonny đã bị bắn chết và Don Tommasino yêu cầu y phải chuyển đến một căn biệt thự an toàn hơn ở Syracusa. Trong lúc chuẩn bị di chuyển, Apollonia Vitelli lái xe đến chỗ Michael mà không hay biết chiếc xe đã bị gài bom sẵn, vợ đầu tiên của Michael thiệt mạng. Fabrizio - một cận vệ của Michael, đã bị mua chuộc bởi các phe thù địch của gia đình nhà Corleone.
Michael trở về Mỹ đầu năm 1951 và thay thế vị trí của Sonny như là người kế vị gia đình Corleone. Michael cùng với cha bàn kế hoạch khử toàn bộ các ông trùm tại New York, cố ý để các gia đình này xâm phạm đến lợi nhuận từ các hoạt động của gia đình Corleone nhằm khiến họ chủ quan, cho rằng nhà Corleone đã suy yếu. Cùng lúc đó Michael bàn với Bố già về việc hợp pháp hóa đế chế Corleone. Sau một năm kể từ ngày trở về, Michael tái hợp và kết hôn với Kay. Michael cũng hứa với Kay về việc hợp pháp hóa gia đình Corleone trong vòng 5 năm. Trong hai năm tiếp theo, họ có với nhau một người con trai là Anthony và một người con gái là Mary. Trong tiểu thuyết thì Kay sinh hạ cho Michael hai người con trai (và không được tác giả đặt tên).
Ông trùm Vito đã gần như giải nghệ vào năm 1954 và Michael trở thành ông Trùm của gia đình Corleone. Michael dự định mua toàn bộ các sòng bài ở Las Vegas, sở hữu bởi Moe Greene, mà gia đình đã hùn vốn vào nhằm mục đích hợp pháp hóa gia đình tội phạm của mình nhưng Moe từ chối và hù dọa sẽ liên lạc với Don Barzini để giữ các sòng bài của mình. Trước khi qua đời vào năm 1955, Vito cảnh báo Michael rằng Don Barzini - bộ não đứng sau toàn bộ các vụ thanh trừng hướng vào gia đình Corleone - sẽ tìm cách hạ sát Michael trong một cuộc họp hòa giải và bất cứ kẻ nào trong gia đình đứng ra chủ trì địa điểm cho cuộc họp đó chắc chắn là kẻ phản bội. Caporegime Salvatore Tessio vô tình để lộ âm mưu làm phản của mình bằng hành động chủ trì địa điểm cuộc họp và đảm bảo an ninh; Michael nắm được cách mà các gia đình thù địch sẽ loại trừ gia đình mình và đã lên kế hoạch khử các ông trùm bao gồm: Barzini, Philip Tattaglia, Carmine Cuneo, và Victor Stracci; ngoài ra Michael cũng giết Moe Greene nhằm chiếm đoạt các sòng bài và Tessio vì tội phản bội. Âm mưu thanh trừng của Michael được diễn ra đúng vào ngày y trở thành cha đỡ đầu cho con của Connie và Carlo Rizzi - người chồng bạo hành Connie và là kẻ đã tạo ra màn kịch nhằm hạ sát Santino. Cuối ngày hôm đó, Michael được Rocco báo tin rằng đã thực hiện cuộc thanh trừng thành công và y đã gọi Carlo về nhà nhằm thanh toán công việc gia đình. Carlo Rizzi thừa nhận đã bị Barzini giật dây, tạo ra màn kịch bạo hành nhằm lừa Santino vào bẫy; Michael cấp vé máy bay cho Carlo và yêu cầu y rời khỏi nhà ngay tức khắc. Vừa lên xe thì Carlo bị Clemenza siết cổ đến chết. Thông qua hàng loạt các cú đánh hiểm hóc, Michael thiết lập lại trật tự của thế giới xã hội đen, khẳng định vị thế số một của gia đình nhà Corleone và tạo ra uy thế cho bản thân, chứng tỏ y còn tàn độc và xảo quyệt hơn cả cha mình.
Connie buộc tội Michael đã cho người giết chết Carlo Rizzi. Michael lạnh lùng phủ nhận tất cả các hành động bị cáo buộc của mình khi Kay hỏi. Ở trong tiểu thuyết của Mario Puzo, Connie rút lại lời cáo buộc của mình vài tuần sau đó, khẳng định với Kay rằng mình đã bị nhầm lẫn. Về phần Kay, ban đầu tin tưởng chồng mình, nhưng sau khi nhìn thấy các Caporegime trình diện Bố già Michael Corleone, Clemenza gọi Michael bằng cái tên Don Corleone và hôn lên tay y giống như cái cách mà Clemenza đã hôn tay Vito Corleone thì Kay nhận ra rằng các lời buộc tội của Connie là chính xác và Michael đã chính thức trở thành người kế nhiệm của Vito Corleone. Trong tiểu thuyết, Kay rời bỏ Michael ngay lập tức và đem 2 con trai về nhà cha mẹ ở New Hampshire nhưng 1 năm sau được Tom Hagen thuyết phục quay trở lại với Michael.

## The Godfather Phần II
The Godfather II có mốc thời gian từ năm 1958 - 1959, lúc này Michael đã ở cuối những năm 30 tuổi. Gia đình Corleone di chuyển đến Nevada trong khi Frank Pentangeli điều hành hoạt động của gia đình tại New York sau khi Peter Fat Clemenza qua đời một vài năm trước đó. Mặc dù Michael là thủ lĩnh mafia quyền lực nhất nước Mỹ, ông ta vẫn cố gắng để hợp pháp hóa gia đình. Những nỗ lực của Michael hầu như đều thất bại, và y bị các thế lực thù địch hăm he trả thù cũng như tìm mọi cách để ngăn cản Michael thoát ra khỏi thế giới tội phạm. Michael đi đến quyết định cuối cùng là đàm phán với Hyman Roth - đối tác làm ăn cũ người Do Thái của cha y, để kiểm soát các sòng bạc ở Cuba nhằm mục đích hợp pháp hóa gia đình.
Buổi tối hôm Anthony (con trai của Michael) rước lễ lần đầu, vợ chồng Michael Corleone bị ám sát hụt ngay trong phòng ngủ. Michael nghi ngờ Roth đứng đằng sau vụ ám sát này và có kẻ trong gia đình hỗ trợ hắn. Để tìm hiểu hoạt động của Roth và truy ra kẻ phản bội trong nội bộ, Michael giữ mối quan hệ làm ăn hòa hảo với Roth và ra lệnh Frank Pentangeli đến hòa giải với tay chân của Roth là anh em nhà Rosato. Khi Frank Pentangeli đến hòa giải, anh em Rosato vừa giết vừa xỏ mũi y bằng câu nói: "Michael Corleone said hello" (Michael Corleone gửi lời chào), khi một viên cảnh sát vào quán thì nỗ lực giết Frank trở nên bất thành, anh em nhà Rosato tẩu thoát khỏi hiện trường.
Michael, Fredo và Roth bay đến Cuba để thành lập mối hợp tác làm ăn với Fulgencio Batista nhằm mở các sòng bạc ở Cuba mà không có sự can thiệp từ chính phủ, đổi lại khoản lợi nhuận khổng lồ cho chính quyền Cuba. Michael ra lệnh cho sát thủ kiêm vệ sỹ ám sát người đưa tin Sicily (Sicilian messenger boy) Johnny Ola và Hyman Roth ngay trong đêm giao thừa nhưng tên này chỉ mới giết được Ola, khi chuẩn bị giết Hyman Roth thì quân đội ập vào và bắn chết tay sát thủ. Cũng ngay trong đêm hôm đó, Fredo vô tình làm lộ ra mình chính là kẻ phản bội trong nội bộ gia đình Corleone (y có quen biết Johnny Ola từ trước), Michael tiếp cận Fredo và trao cho anh ta "nụ hôn chết chóc" (nguyên văn: "kiss of death" - nụ hôn tương đương với cái chết dành cho kẻ phản bội). Ngay trong đêm hôm đó, quân nổi dậy lãnh đạo bởi Che Guevara và Fidel Castro tiến vào thủ đô Havana, lật đổ chính quyền Fulgencio Batista. Các ông trùm tội phạm và các thượng nghị sĩ phải bỏ về nước. Fredo quá sợ hãi Michael đã bỏ trốn; Hyman Roth trốn về Miami.
Song song với thời điểm trên, Frank Pentangeli vì bị xỏ mũi rằng Michael ra lệnh trừ khử y nên sẵn sàng trở thành nhân chứng trong một cuộc điều tra của Thượng viện Mỹ chống lại tổ chức tội phạm Corleone. Tuy nhiên, Michael đã đưa người anh của Frank Pentangeli là Vincenzo Pentangeli đến phiên tòa từ Sicily. Hai anh em Pentangeli nhìn nhau và Frank đã hiểu ra mối đe dọa. Khi được chủ tọa chất vấn về hoạt động phi pháp của gia đình Corleone và Frank có phải từng là một thành viên hay không, ông này chối bỏ toàn bộ, đi ngược lại với lời tuyên thệ trước đó. Ngay lập tức, mọi thứ ở phiên tòa trở nên hỗn loạn và kế sách này của Michael đã phá hủy âm mưu chống lại gia đình của Thượng viện Mỹ một cách hiệu quả.
Tại khu nhà thuyền, Fredo thú nhận với Michael rằng cánh tay phải của Hyman Roth là Johnny Ola đã tiếp cận Fredo, nói với anh ta rằng em trai của mình đang gặp rắc rối trong việc đàm phán công việc và cần có thông tin từ Fredo để khiến giao dịch được kết thúc sớm hơn cũng như đảm bảo rằng sẽ không có bất kì nguy hiểm nào xảy đến với tính mạng của Michael. Fredo ngu ngốc tin rằng điều đó là thật và thực hiện việc này là bởi vì có gì đó dành riêng cho anh ta. Khi Michael nói rằng ông luôn lo lắng và chắm sóc cho anh mình thì Fredo nổi cáu, cho rằng mình đã bị vượt mặt và xem thường. Fredo cho Michael biết rằng tay chủ tọa - luật sư Questadt chính là người của Hyman Roth. Michael từ mặt anh trai, yêu cầu Al Neri không được để chuyện gì xảy ra với Fredo khi mẹ y còn sống (hiểu ngầm là Fredo phải chết sau khi Carmela Corleone qua đời).
Cùng thời điểm trên, Kay Adams quyết định rời bỏ Michael và dẫn theo các con vì cô cho rằng y sẽ không bao giờ hợp pháp hóa gia đình tội phạm Corleone. Michael thuyết phục Kay, yêu cầu cô suy nghĩ lại vì y sẽ dùng tất cả quyền lực hiện có để ngăn cản một chuyện như vậy xảy ra. Kay Adams tiết lộ bí mật động trời rằng cô đã hủy cái thai đang mang trong bụng vì không muốn có thêm một tên mafia nào trên cuộc đời này nữa, Michael tức giận đánh Kay và đuổi cô ra khỏi nhà, không cho phép cô gặp con cái của mình nữa.
Tại đám tang của Carmela Corleone, Michael theo lời cầu xin của Connie đã chịu gặp gỡ Fredo và có vẻ như đã tha thứ cho anh trai mình nhưng thật ra lại liếc Al Neri (ra hiệu đã đến lúc để khử Fredo). Cùng lúc đó, Tom Hagen đến trại quân đội thuyết phục Frank Pentangeli tự tử nhằm bảo toàn tính mạng gia đình mình ở New York và ở quê nhà Sicily. Michael cũng ra lệnh cho capo là Rocco Lampone giết chết Hyman Roth tại sân bay mặc cho an ninh tối cao đang được triển khai nhằm đưa Hyman Roth về tay FBI và sở nội vụ Mỹ.
Bộ phim kết thúc với việc hồi tưởng lại buổi sinh nhật của Vito Corleone vào ngày 7/12/1941. Trong lúc chờ Vito Corleone săn ngỗng trở về, Michael tiết lộ rằng anh đã bỏ học ở trường đại học để nhập ngũ và vấp phải sự phản đối mạnh mẽ của Santino Corleone cũng như Tom Hagen - người cùng với bố của Michael lên kế hoạch cho tương lai của anh. Chỉ có Fredo ủng hộ Michael về việc nhập ngũ bảo vệ tổ quốc. Khi mọi người chạy ra chào đón Vito Corleone thì Michael Corleone vẫn ngồi lại một mình. Cảnh cuối cùng của bộ phim là cảnh Michael ngồi một mình tại khuôn viên nhà mình ngay bên hồ Tahoe.

## The Godfather Phần III
The Godfather phần III có mốc thời gian khoảng từ năm 1979 đến năm 1980, Michael Corleone lúc này đã ở những năm cuối tuổi 50. Michael đã chuyển gia đình về lại New York và càng lúc càng nỗ lực mạnh mẽ hơn để hợp pháp hoàn toàn gia đình Corleone. Ông đã nhượng lại toàn bộ địa bàn hoạt động phi pháp cho Joey Zasa. Bị dằn vặt bởi những tội ác mình gây ra trong quá trình leo lên đỉnh cao quyền lực, Michael thành lập quỹ từ thiện Vito Corleone và cho con gái mình là Mary Corleone đứng tên. Hơn 10 năm trước, Michael đã giao quyền nuôi dạy con cho vợ cũ là Kay Adams (lúc này đã tái hôn). Michael Corleone bán toàn bộ lợi tức của mình ở các sòng bài cho các gia đình tội phạm khác và tập hợp số tiền khổng lồ đó dưới quyền kiểm soát của Hiệp Hội Corleone (The Corleone Group).
Tòa thánh ghi nhận các hoạt động từ thiện của Michael Corleone và quyết định bổ nhiệm ông làm hiệp sĩ thánh Sebastian. Michael và Kay có một cuộc hội ngộ không mấy vui vẻ sau 9 năm trời xa cách. Kay mong muốn Michael buông tha cho Anthony bằng cách cho phép con trai ông rời bỏ việc học luật và theo đuổi đam mê nghệ thuật. Michael lúc đầu không đồng ý nhưng về sau cũng tán thành việc này. Kay cũng cho Michael biết rằng cả hai đứa con của ông đều biết về việc Michael đã giết chết Fredo nhưng chúng vẫn rất thương bố mình.
Mối làm ăn mới của Michael với Tòa Thánh Vatican đã mở ra cơ hội cho ông hợp pháp hóa hoàn toàn gia đình tội phạm thông qua việc sở hữu tập đoàn bất động sản lâu đời ở châu Âu là Immobiliare. Hiện tại, Michael đã nắm giữ nhiều cổ phần nhất của tập đoàn này và đề nghị bỏ ra 500 triệu đô để mua đứt 25% cổ phần tại Immobiliare của Tòa Thánh. Michael cũng nhận Vincent Mancini - đứa con ngoài giá thú của Santino Corleone và lính dưới trướng Joey Zasa. Michael cảm thấy Vincent có tính khí nóng nảy và dễ mềm lòng trước phụ nữ giống hệt cha anh. Ông cũng lo sợ sự tham gia của Vincent vào công việc gia đình sẽ đe dọa tính mạng của Mary Corleone - người đang nảy sinh tình cảm với Vincent cũng như khi xưa khi ông giết người và dẫn đến cái chết của người vợ đầu tiên là Appollonia.
Vào buổi tối khi mà Michael tuyên bố rằng ông sẽ bán hết các sòng bài, kết thúc các hành động phi pháp và chia phần tiền cho các đại diện của gia đình trong Hội đồng, Joey Zasa (người không được chia phần) tuyên bố rằng Hội đồng sẽ phải chọn một trong hai phe (một là theo Zasa còn hai là theo Michael). Ngay lập tức, một chiếc trực thăng bay lơ lửng trên đầu tòa nhà và xả súng bắn chết những người ở bên trong. Michael được Al Neri và Vincent cứu thoát. Khi về đến nhà, Michael trong một cơn đột quỵ nhận ra chính người bạn cũ là Don Altobello đã lên kế hoạch thanh trừng hướng vào chính ông. Đạo diễn Coppola về sau tiết lộ rằng ở hai phần đầu người xem thấy Michael uống rất nhiều nước lọc - biểu hiện rằng ông đã bị tiểu đường. Trong khi Michael đang hôn mê ở bệnh viện, Connie và Al Neri bật đèn xanh cho Vincent ám sát Joey Zasa. Michael khi tỉnh dậy biết được thông tin này đã rất nổi giận, yêu cầu một hành động như vậy không được lặp lại trong tương lai ít nhất là khi ông còn sống và điều hành gia đình.
Michael đưa cả gia đình đến Sicily để tham dự buổi opera của con trai là Anthony Corleone tại nhà hát Teatro Massimo Vittorio Emanuele. Nghi ngờ Altobello có thể thực hiện một cuộc ám sát lần thứ hai, Michael cử người cháu là Vincent thâm nhập hàng ngũ của Altobello để tìm hiểu xem ai là chóp bu và chúng đang toan tính điều gì. Ông cũng chỉ ra rằng Vincent phải giả vờ rằng mình dự định chạy trốn cùng với con gái của Michael là Mary và biết rằng điều đó sẽ khiến anh trở thành kẻ thù của Michael nhưng khi được Altobello hỏi rằng anh có sẵn sàng phản bội lại Michael hay không thì Vincent phải ngay lập tức nổi giận và chối phăng vì đó là cái bẫy của lão cáo già. Michael đóng vờ làm tài xế chở Kay đi tham quan thành phố, ở cuối chuyến đi họ đều thú nhận với nhau rằng họ luôn luôn yêu nhau ngay cả sau khi ly hôn.
Giao dịch với Immobiliare tại Vatican đáng lẽ ra chỉ mang tính hình thức nhưng cuối cùng lại bị hoãn lại bởi Giáo hoàng Paul VI đang bệnh nặng mà giao kèo này thì cần phải có chữ ký phê chuẩn của Giáo hoàng. Khi được hỏi nếu Giáo hoàng chết thì như thế nào, kế toán trưởng của ngân hàng Vatican là Frederick Keinszig trích một câu nói: "Just like you Americans say, all bets are off" (Giống như người Mỹ các người thường hay nói, mọi giao kèo đều bị hủy bỏ). Michael nhận ra rằng mình đã trở thành nạn nhân của một cú lừa ngoạn mục và tinh vi được vạch ra bởi chính trị gia người Ý Licio Lucchesi, thống đốc ngân hàng Vatican Archbishop Gilday và kế toán trưởng Frederick Keinszig. Chúng sử dụng khoản tiền đầu tư của Michael để khuất lấp các khoản tham ô vào ngân sách ngân hàng Vatican. Với hi vọng vớt vát được kèo giao dịch, Michael tìm kiếm lời khuyên từ Don Tommasino. Tommasino khuyên Michael nên tìm gặp cha Lamberto (người tương lai sẽ trở thành giáo hoàng John Paul I). Michael với sự khuyến khích của cha Lamberto đã kể ra sự việc rằng mình đang trở thành nạn nhân của một vụ lừa và lần đầu tiên trong 30 năm ông đã rửa tội (kể ra những tội ác tày trời như giết người, giết chính anh ruột của mình,...). Lamberto cho rằng tội ác của Michael thật kinh khủng và đó là lý do vì sao y luôn cảm thấy dằn vật trong tâm hồn mình, tuy nhiên ông cũng khẳng định vẫn còn có cơ hội cho Michael để phục thiện.
John Paul I chết không lâu sau khi được bầu làm Giáo hoàng vì quyết định phê duyệt 25% cổ phần cho Michael Corleone (ông bị ám sát bởi một tách trà độc do Gilday chủ mưu). Vincent thông báo cho Michael biết rằng Don Altobello đã thuê một tay sát thủ chuyên nghiệp người Sicily là Mosca để ám sát Michael và người ta bảo rằng tên này không bao giờ trượt mục tiêu. Mosca chạm trán Don Tommasino và yêu cầu ông này chở về biệt thự nơi Michael đang cư trú, Don Tommasino từ chối và bị bắn chết. Vincent cũng cho biết rằng tay chính trị gia người Ý Licio Lucchesi chính là chủ mưu toàn bộ vụ lừa đảo cũng như cuộc thanh trừng hướng vào Michael. Michael Corleone ngồi bên linh cữu của Don Tommasino, tự hứa với lòng mình rằng sẽ không bao giờ gây ra thêm một tội lỗi nào nữa.
Mệt mỏi, dằn vặt và mâu thuẫn với chính bản thân mình, Michael giải nghệ và trao chức vụ Don lại cho người cháu ngoài giá thú là Vincenzo Mancini; yêu cầu anh này thay đổi họ tên thành Vincenzo Corleone và chỉ định các capo hôn tay như cái cách mà họ đã từng hôn lên tay Michael. Đổi lại ngôi vị đầy quyền lực để duy trì gia đình tội phạm Corleone, Vincenzo phải từ bỏ mối quan hệ với con gái Michael là Mary Corleone và anh này đồng ý.
Ngay trong đêm diễn ra buổi opera Cavalleria Rusticana, Vincenzo lần đầu tiên thể hiện uy thế thông qua hàng loạt các vụ thủ tiêu. Vụ ám sát đầu tiên nhắm vào kế toán trưởng của ngân hàng Vatican là Frederick Keinszig - tay người Thụy Sĩ đã xỏ mũi tất cả mọi người ngay từ đầu (sát thủ là các đàn em của Vincenzo). Vụ ám sát thứ hai nhắm vào thống đốc ngân hàng Vatican là Gilday - người đã phối hợp thực hiện cuộc lừa đào ngoạn mục 600 triệu đô (sát thủ là capo Al Neri). Vụ ám sát thứ ba nhắm vào chính trị gia người Ý Licio Lucchesi - kẻ giật dây toàn bộ kế hoạch lừa đảo và ám sát (sát thủ là capo cũ của Don Tommasino Cầlo). Mặt khác, Connie tẩm độc vào chiếc bánh cannoli giết chết cha đỡ đầu là Don Altobello.
Sau buổi opera, Mosca bắn Michael nhưng viên đạn trượt và trúng vào giữa ngực Mary. Vincenzo bắn hạ Mosca nhưng Michael gần như điên cuồng khi mất đi đứa con gái yêu quý nhất. Ông hồi tưởng lại các người đàn bà mà ông đã mất (gồm Appollonia, Kay Adams và Mary Corleone). Michael trở lại Bagheria, Sicily - nơi mà ông mất một vài năm sau đó khi trong tay đang cầm trái cam - biểu tượng cho cuộc đời của một mafia đầy nghiệt ngã, không có ai bên cạnh ngoài con chó ngay trong khuôn viên nơi mà Michael đã cưới Appollonia.

## The Sicilian
Michael Corleone là nhân vật phụ trong tác phẩm The Sicilian của Mario Puzo - lấy bối cảnh là khi y đang ẩn náu tại Sicily. Michael được Clemenza kể về huyền thoại và cũng là nhân vật chính của tác phẩm Salvatore Guiliano. Michael hào hứng, mong muốn được gặp gỡ Guiliano nhưng ông này đã bị giết chết trước khi một cuộc gặp mặt được diễn ra.

## Các tác phẩm khác và trò chơi điện tử
Michael Corleone xuất hiện trong hai tác phẩm của Mark Winegardner là The Godfather Returns và The Godfather's Revenge. Trong tác phẩm Godfather Returns - có khung thời gian trùng với phần II của The Godfather, Michael tranh giành quyền lực với một gia đình đối đầu chỉ huy bởi Nick Geraci trong quá trình hợp pháp hóa gia đình Corleone. Trong tác phẩm Godfather's Revenge - có khung thời gian một vài năm sau phần II của The Godfather, Michael lập kế hoạch bảo vệ đế chế tội phạm của mình khỏi sự xâm phạm của Geraci và mưu toan thành lập một triều đại chính trị vững mạnh; cùng lúc đó Michael cũng phải tự đấu tranh với tội ác của chính bản thân mình gây ra (giết chết Fredo).Trong tác phẩm Godfather's Revenge, Michael có mối quan hệ với nữ diễn viên Marguerite "Rita" Duvall vào đầu những năm 1960 nhưng y nhanh chóng kết thúc vì nhận ra rằng mình vẫn còn tình cảm với Kay Adams.
Michael còn được tái hiện trong video game The Godfather - The Godfather II nhưng hình mẫu Michael này không dựa trên Al Pacino và cũng không được lồng tiếng bởi diễn viên người Ý.

## Gia đình
- Vito Corleone - cha ruột; được thể hiện bởi Marlon Brando trong phần I và Robert De Niro trong phần II.
- Carmela Corleone - mẹ ruột; được thể hiện bởi Morgana King trong phần I và phần II; thời trẻ được thể hiện bởi Francesca De Sapio.
- Santino "Sonny" Corleone - anh cả, phó sếp dưới trướng Vito; được thể hiện bởi James Caan ở phần I và phần II; lúc nhỏ được thể hiện bởi Roman Coppola.
- Tom Hagen - anh nhận nuôi và cố vấn trong gia đình tội phạm; được thể hiện bởi Robert Duvall.
- Frederico "Fredo" Corleone - anh trai thứ hai, phó sếp dưới trướng Michael; được thể hiện bởi John Cazale.
- Costanzia 'Connie' Corleone-Rizzi - em gái út; được thể hiện bởi Talia Shire.
- Apollonia Vitelli-Corleone - vợ đầu tiên; được thể hiện bởi Simonetta Stefanelli.
- Kay Adams-Corleone - vợ thứ hai; được thể hiện bởi Diane Keaton.
- Anthony Corleone - con trai; được thể hiện bởi Anthony Gounaris ở phần I, James Gounaris ở phần II và Franc D'Ambrosio ở phần III.
- Mary Corleone - con gái; được thể hiện bởi Sofia Coppola ở phần III (phần II không chú thích tên diễn viên).
- Vincent Mancini-Corleone - cháu trai và người kế nhiệm; được thể hiện bởi Andy García.
- Michael Francis Rizzi - cháu trai và con đỡ đầu; được thể hiện bởi Sofia Coppola (còn bé) ở phần I.